# Norr-Läxen
Norr-Läxen är en sjö i Gävle kommun i Gästrikland och ingår i Hamrångeåns huvudavrinningsområde.